# Произведения на Христо Ботев
Тази статия съдържа списък на произведенията на Христо Ботев. Съгласно чл. 27., ал. 1. от Закона за авторските права произведенията му са обществено достояние и съдържанието им може свободно да се разпространява.

## Публицистика
- (1871, 20 април) „Символ-верую на българската комуна“[1]
- (1871) „Смешен плач“[2]
- Примери от турско правосъдие
- (1871) „Наместо програма“[3]
- (1871) „Народът. Вчера, днес и утре“[4]
- „Петрушан“
- „Решен ли е черковният въпрос?“
- „Задачата на в. „Знаме“
- „Източният въпрос лежи на плещите на българския народ“
- (1875, 26 юли) [Революция народна, незабавна, отчаяна][5]